# Flammeprøve
Flammeprøve er en kemisk analyse af grundstoffer, bestemt ved en flammefarve som fremkommer ved at stoffet anbringes i en flamme.
Metoden anvendes blandt andet til at pre-identificere ukendte stoffer i forbindelse med minedrift, laboratorieforsøg o.a.

## Farver
Eksempler på farver ved opvarmning af forskellige grundstoffer:
- Grøn – Kobber
- Stærk gul – Natrium
- Orange – Calcium eller ammonium (lav ammoniumsprøve for at finde ud af hvilket stof)
- Lys violet – Kalium
- Mørkerød – Lithium
- Kraftigt, hvidt lys – Magnesium

## Udstyr
Til flammeprøven anvendes:
- Gasbrænder
- Porcelænskål
- Kanthaltråd 0,5 mm eller en nikkelspatel
- Bidtang